# Реда мора да буде
Реда мора да буде је збирка приповедака српског књижевника и партизана Јована Поповића, објављена 1932. године у издавачкој кући Нолит. Књига је имала и илустровано издање на двадесетогодишњицу оснивања издавачке куће, илустрације ја радио К. Хегедушић, а омот Павле Бихали (издање из 1974). Ели Финци у поговору наводи да су неке од ових прича инспирисане романом Класа 1902 Ернеста Гласера, који је Поповић превео на српски језик.

## Радња
Збирка се састоји од 13 новела које се дешавају у Војводини, и пример је социјалне литературе. Неке скице и ликови у књизи су можда засновани на стварним личностима и детињству самог писца. Карактеристична је по поприлично еротском и отвореном писању о сексу за то време кроз очи тинејџера Светозара, који је лик који повезује већи део прича.
Реда мора да буде је насловна прича збирке и прати лик несрећног апотекара Милинковића кога сви мрзе јер је циција.
Шимон Голдфиш је добар отац приповеда о мађарско-јеврејском брачном пару некадашњег торбара, касније демократе политичара Шимона и његове супруге Еме, који држе јавну кућу са 12 девојака, као и судбину младе проститутке са села Јоланке.
Сваки на своме месту је о православном попу Јути који воли да стиче и граби, и не схвата зашто га прати несрећа, а син му се убио, а брата је запослио као кочијаша у свом газдинству, јер свако мора да има своје место.
Стуб друштва је о адвокату Симеоновићу кога супруга Леонтина вара са разним мушкарцима, али јој он опрашта јер је породица стуб друштва и не би могао да се разведе. Један од њених љубавника младић Сима са села, му проневери новац, и побегне за Америку.
Кућа Будимировић прати једну властелинску забаву из угла слугу, и из угла гојазног власника.
Деца говори о одрастању Наталије девојчице из богате куће и Мише сиромашног дечака на реци, и јаза који их одваја.
Једно дечаштво је прва приповетка у којој се спомиње лик пубертетлије Светозара, дечака из богате породице Станисављевић. Његов отац Павле је доктор у потпуно швапском селу, где је Светозар једини Рац, односно Србин, и други дечаци га исмевају јер је феминизиран, нежан, дружи се са девојчицама, воли да чита и књиге, а често га и туку. Почиње да схвата о сексуалности видевши слике голих жена у медицинским уџбеницима свог оца, као и у причама старијих непријатељских дечака.
Брацика се тиче старог слуге са посебним потребама који годинама ради на имању Светозаровог деде, као и шепавог коња Цезара
Јанчи је о поштеном младићу у радњи његовог деде који је преминуо млад.
Директор Совуљага је о ђачком добу и сексуалном буђењу код Светозара, које је повезано шпијунирањем наге служавке Габи, али и првим пољупцем са другом Лајошем (који му говори да то није срамота, јер он није девојка, срамота је само кад се момак и девојка љубе) и збуњеношћу коју Светозар осећа јер је привлачан Лајошу. Совуљага је заправо стари директор школе, по пореклу Словак кога сажаљевају, и који после промене власти мора да оде из земље.
Породица са кнежевском круном је о породици Светозаревог друга Јоце, која мисли да има племићко порекло из Грчке. Ова прича такође садржи хомоеротске мотиве, јер Јоца зна да је Светозар дозволио Лајошу да га пољуби, и покушава исто, али му друг одговара да он није девојка, и Јоца је љубоморан што се Светозару свиђа Енглескиња по имену Хедвига. Централни мотив приче је клање свиње, и долазак писма којим се сазнаје да је најстарији син отишао у рат, и младом Светозару није јасно какве везе има клање свиња, са момцима који гину за отаџбину.
Светозар у капели на Ускрс описује моралне дилеме и размишљања младог дечка током литургије, опис згодног плавокосог катихете за кога схвата да је можда у вези са госпођом која се зове Магда и на коју личи статуа Богородице, несхватање зашто су други момци покушали да га претуку и можда да га напаствују у капели, спасао га је старац који је мислио да су дошли да краду, и сећања на преминулог војника Тибора
У кукузуришту је последња прича у збирци и приповеда Светозарево надгледање брања кукуруза са старим радником Богданом, који уопште не разуме младог газду, док сам Светозар осећа стид према свим тим сиромашним људима којима не може да помогне.
Радња већине прича дешава се у месту које се зове Велико Житиште.